# Saint-Julien-sur-Reyssouze
Saint-Julien-sur-Reyssouze – miejscowość i gmina we Francji, w regionie Owernia-Rodan-Alpy, w departamencie Ain.

## Demografia
Według danych na styczeń 2012 roku gminę zamieszkiwały 743 osoby, a gęstość zaludnienia wynosiła 98,8 osób/km².